# Puente Anauco
El Puente Anauco es una antigua estructura de ladrillos, con tres arcos localizada sobre el curso del Río Anauco (en su parte subterránea). Es obra del ingeniero español Francisco Jacor, en lo que en la actualidad es la parroquia La Candelaria en el Municipio Libertador al oeste del área metropolitana de Caracas o Distrito Metropolitano de Caracas.
Su construcción fue ordenada por el entonces gobernador de Venezuela, don Julián Guillelmi en 1786, pero no sería terminado sino hasta 1790. Vincula la calle de La Candelaria con la vía del Este. En la actualidad funciona como el Paseo Anauco debido a que el río fue embaulado en esa parte de su curso.
Para la época de su construcción, el área constituía el límite natural de Caracas. Por este lugar pasaron Humboldt, Bompland y Andrés Bello en su viaje al Ávila en 1800, y Simón Bolívar cuando Márquez del Toro lo hospedó en su casa en 1827.